# Fodor Katalin (pszichológus)
Fodor Katalin (Majsamiklósvár, 1931. február 15. – Kolozsvár, 1994. október 25.) magyar pszichológus.

## Életútja
Gimnáziumot Szatmáron, pedagógia-lélektan szakot a Bolyai Tudományegyetemen végzett. 1958-ban a Babeș-Bolyai Egyetem lélektani tanszékén lektor, majd az egyetem kutatói központjában főkutató. 1956-tól publikált a Korunk, A Hét, Dolgozó Nő, Tanügyi Újság hasábjain. A Gondolkozáslélektani tanulmányok (1958) című kötetben 8 tanulmány fő- vagy társszerzője. Román nyelvű szaktanulmányai a Studia Universitatis Babeș-Bolyai hasábjain jelentek meg. A nyelvtudomány és lélektan határkérdései foglalkoztatták a szójelentés kapcsán, így a nyelvi szabad asszociációk információ- és jelelméleti analízise a nyelvi intelligencia függvényében. Több lélektani tankönyv magyar fordítója.
1989 után bekapcsolódott a romániai magyarság közéletébe, közreadta például a Hírhordóban (az Anyanyelvápolók Erdélyi Szövetségének hírlevele, 2001. márciusi szám) A csángók identitásproblémájának nyelvi és nyelven kívüli okai című tanulmányát.